# Liste der Naturdenkmale in Waldleiningen
Die Liste der Naturdenkmale in Waldleiningen nennt die im Gemeindegebiet von Waldleiningen ausgewiesenen Naturdenkmale (Stand 2. April 2013).

## Naturdenkmale
| Nr.         | Bezeichnung         | Lage                                                                                     | Beschreibung                                          | Bild                                    |
| ----------- | ------------------- | ---------------------------------------------------------------------------------------- | ----------------------------------------------------- | --------------------------------------- |
| ND-7335-204 | Ablassfelsen        | Waldleiningen, östlich des Ortes und südlich des Leinbachtales Lage                      | Sandsteinfels; teilweise zu Frankenstein              | Fotos hochladen                         |
| ND-7335-261 | Dorflinde           | Waldleiningen, Lauterstraße, gegenüber Nr. 15 Lage                                       | Tilia sp.                                             | Direkt Bild zu diesem Denkmal hochladen |
| ND-7335-263 | Protztalbrunnen     | Waldleiningen, östlich des Ortes und südlich des Leinbachtals Lage                       | ungefasste Spaltquelle                                | Fotos hochladen                         |
| ND-7335-264 | Leinbachquelle      | westlich des Ortes Lage                                                                  | ungefasste Waldquelle, Ursprung des Leinbachs         | Direkt Bild zu diesem Denkmal hochladen |
| ND-7335-265 | Erlenbrunnen        | südlich des Ortes Lage                                                                   | gefasste Quelle                                       | Fotos hochladen                         |
| ND-7335-266 | Haidhaldquelle      | Stüterhof, östlich des Ortes Lage                                                        | auch Haidhaldbrunnen; gefasste Quelle des Stüterbachs | Fotos hochladen                         |
| ND-7335-267 | Wassertalbrunnen    | Waldleiningen, östlich des Ortes im Wasertal (westlich des Forsthauses Schwarzsohl) Lage | gefasste Quelle                                       | Fotos hochladen                         |
| ND-7335-268 | Karlsfelsen         | Waldleiningen, östlich des Ortes und südlich des Leinbachtals Lage                       | Buntsandstein-Felsgruppe                              | Fotos hochladen                         |
| ND-7335-269 | Rambachmoor         | Stüterhof, westlich des Ortes Lage                                                       | Hangmoor                                              | Direkt Bild zu diesem Denkmal hochladen |
| ND-7335-270 | Schloßbergeiche     | Waldleiningen, Schloßstraße, gegenüber Nr. 12 Lage                                       | Quercus sp.                                           | Direkt Bild zu diesem Denkmal hochladen |
| ND-7335-271 | Schäferfels         | Waldleiningen, westlich des Ortes am Südhang des Großen Roßrücks Lage                    | Felsblock                                             | Fotos hochladen                         |
| ND-7335-286 | Eiche im Hellerwald | Waldleiningen, westlich des Ortes; Abteilung Höllenwald Lage                             | Quercus petraea                                       | Direkt Bild zu diesem Denkmal hochladen |